# Jules Taupin
Pour les articles homonymes, voir Taupin.
Jules Taupin, né à Pierrefitte-sur-Seine le 8 août 1863 et mort à Épinay-sur-Orge le 2 septembre 1932, est un peintre, dessinateur et photographe français. 

## Biographie
Jules Taupin étudie aux Beaux-Arts de Paris, avec Benjamin-Constant et Jules Lefebvre. Il expose ses œuvres au Salon de la Société des artistes français à partir de 1893 jusqu'en 1931. Il y envoie ses tableaux pendant plus de trente ans, exclusivement des scènes de vie quotidienne en Algérie. Taupin exécute en effet des scènes de la vie quotidienne des habitants des villes sahariennes. 
Le peintre est médaillé à l'Exposition universelle de 1900, puis il participe à l'Exposition coloniale de Marseille en 1906.
En 1907, il devient sociétaire de la société des artistes français.
Il est membre de la Société des peintres orientalistes français et des Artistes algériens orientalistes.

## Illustrations
- M. Vidal-Bue, L'Algérie du Sud et ses peintres, 1830-1960, éd. Edif 2000, Paris, 2003, reproduit, p. 89

## Collections publiques
En Algérie
- Le musée d’Alger conserve de cet artiste « La prière du soir »[5].

## Notes et références

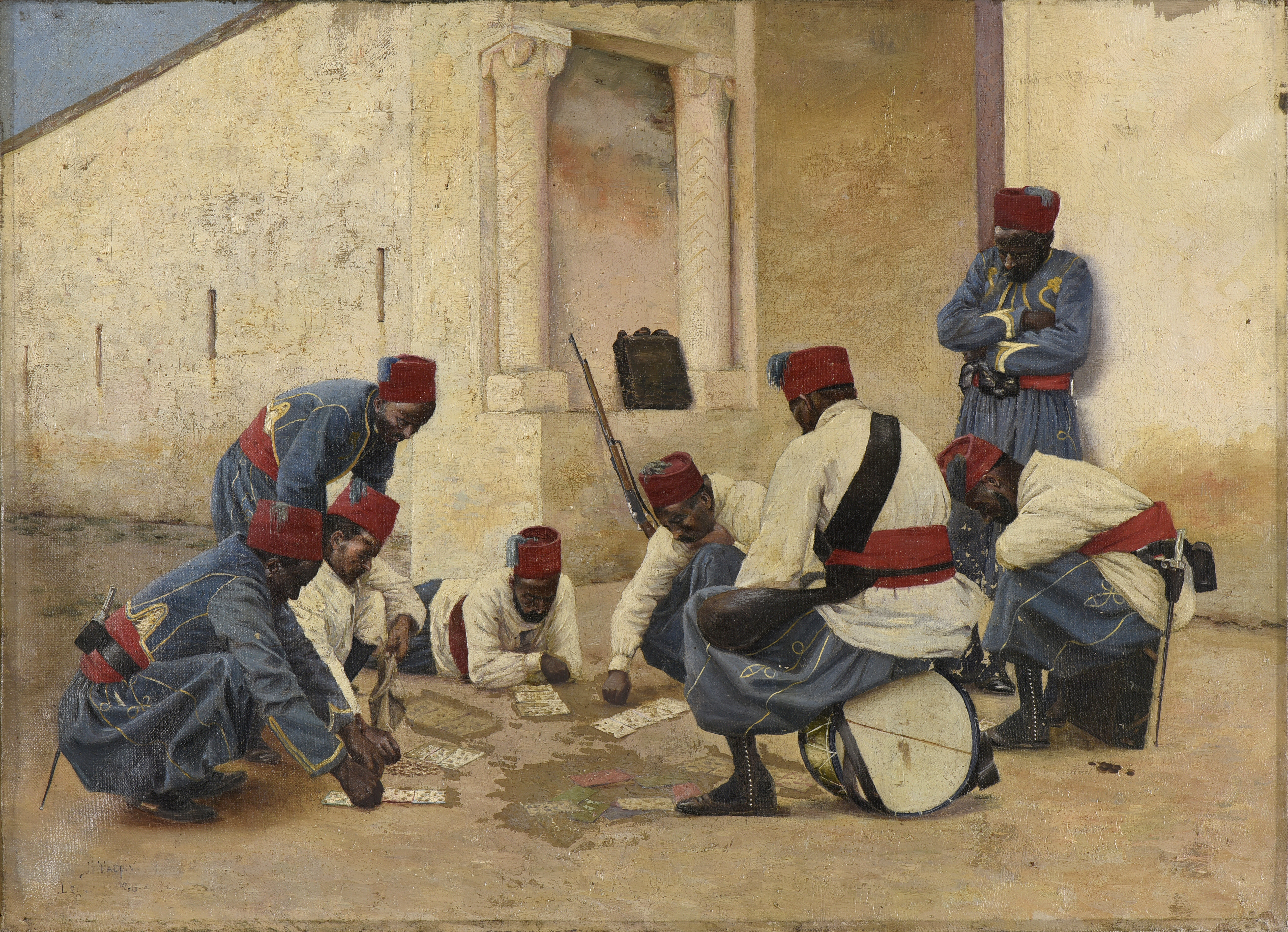
Tirailleurs au jeu, huile sur toile, fin XIXe siècle - début XXe siècle, Paris collection Privée